# Qualificazioni al campionato mondiale femminile di pallavolo 2018 (CEV)
Le qualificazioni europee al campionato mondiale femminile di pallavolo 2018 si sono svolte dal 23 maggio 2016 al 27 agosto 2017: al torneo hanno partecipato quarantadue squadre nazionali europee e otto si sono qualificate al campionato mondiale 2018.

## Regolamento

### Formula
Alla prima fase hanno partecipato esclusivamente otto squadre appartenenti alla categoria dei piccoli stati, con formula del girone all'italiana: la prima classificata di ogni girone ha acceduto alla seconda fase. Alla seconda fase hanno partecipato trentasei squadre con formula del girone all'italiana: al termine della seconda fase la prima classificata di ogni girone si è qualificata per il campionato mondiale 2018, mentre la seconda classificata di ogni girone ha acceduto alla terza fase. Alla terza fase hanno partecipato sei squadre con formula del girone all'italiana: al termine della terza fase le prime due classificate si sono qualificate per il campionato mondiale 2018.

### Criteri di classifica
Se il risultato finale è stato di 3-0 o 3-1 sono stati assegnati 3 punti alla squadra vincente e 0 a quella sconfitta, se il risultato finale è stato di 3-2 sono stati assegnati 2 punti alla squadra vincente e 1 a quella sconfitta.
L'ordine del posizionamento in classifica è stato definito in base a:
- Numero di partite vinte;
- Punti;
- Ratio dei set vinti/persi;
- Ratio dei punti realizzati/subiti;
- Risultati degli scontri diretti.

## Squadre partecipanti
| - Austria - Azerbaigian - Belgio - Bielorussia - Bosnia ed Erzegovina - Bulgaria - Cipro - Croazia - Danimarca - Estonia - Fær Øer | - Finlandia - Francia - Georgia - Germania - Grecia - Irlanda - Irlanda del Nord - Islanda - Israele - Italia - Kosovo | - Lettonia - Liechtenstein - Lussemburgo - Montenegro - Norvegia - Paesi Bassi - Polonia - Portogallo - Rep. Ceca - Romania - Russia | - Scozia - Serbia - Slovacchia - Slovenia - Spagna - Svizzera - Turchia - Ucraina - Ungheria |

## Torneo

### Prima fase
| Girone A      | Girone B         |
| ------------- | ---------------- |
| Cipro         | Irlanda del Nord |
| Fær Øer       | Islanda          |
| Irlanda       | Lussemburgo      |
| Liechtenstein | Scozia           |

#### Girone A

##### Risultati
| 23 maggio 2016 Tórshavnar Ittrottar, Tórshavn Durata: 1h:21 - Spettatori: 60  | Liechtenstein | 0 - 3 | Cipro         | 19-25, 16-25, 21-25        |
| 23 maggio 2016 Tórshavnar Ittrottar, Tórshavn Durata: 1h:03 - Spettatori: 400 | Fær Øer       | 3 - 0 | Irlanda       | 25-8, 25-12, 25-11         |
| 24 maggio 2016 Tórshavnar Ittrottar, Tórshavn Durata: 1h:07 - Spettatori: 40  | Cipro         | 3 - 0 | Irlanda       | 25-12, 25-9, 25-12         |
| 24 maggio 2016 Tórshavnar Ittrottar, Tórshavn Durata: 1h:13 - Spettatori: 550 | Liechtenstein | 0 - 3 | Fær Øer       | 15-25, 15-25, 21-25        |
| 25 maggio 2016 Tórshavnar Ittrottar, Tórshavn Durata: 1h:06 - Spettatori: 50  | Irlanda       | 0 - 3 | Liechtenstein | 14-25, 7-25, 10-25         |
| 25 maggio 2016 Tórshavnar Ittrottar, Tórshavn Durata: 1h:45 - Spettatori: 600 | Cipro         | 3 - 1 | Fær Øer       | 25-21, 25-14, 19-25, 25-13 |

##### Classifica
| Pos | Squadra       | Pt | G | V | P | SV | SP | Ratio | PF  | PS  | Ratio |
| --- | ------------- | -- | - | - | - | -- | -- | ----- | --- | --- | ----- |
| 1   | Cipro         | 9  | 3 | 3 | 0 | 9  | 1  | 9.000 | 244 | 162 | 1.506 |
| 2   | Fær Øer       | 6  | 3 | 2 | 1 | 7  | 3  | 2.300 | 223 | 176 | 1.267 |
| 3   | Liechtenstein | 3  | 3 | 1 | 2 | 3  | 6  | 0.500 | 182 | 181 | 1.005 |
| 4   | Irlanda       | 0  | 3 | 0 | 3 | 0  | 9  | 0.000 | 95  | 225 | 0.422 |

#### Girone B

##### Risultati
| 24 giugno 2016 Gymnase Coque, Lussemburgo Durata: 1h:22 - Spettatori: 30  | Islanda          | 3 - 0 | Scozia           | 25-21, 25-14, 25-17        |
| 24 giugno 2016 Gymnase Coque, Lussemburgo Durata: 1h:03 - Spettatori: 110 | Lussemburgo      | 3 - 0 | Irlanda del Nord | 25-18, 25-11, 25-7         |
| 25 giugno 2016 Gymnase Coque, Lussemburgo Durata: 1h:03 - Spettatori: 40  | Scozia           | 3 - 0 | Irlanda del Nord | 25-13, 25-4, 25-11         |
| 25 giugno 2016 Gymnase Coque, Lussemburgo Durata: 1h:49 - Spettatori: 140 | Islanda          | 3 - 1 | Lussemburgo      | 21-25, 25-19, 25-17, 25-17 |
| 26 giugno 2016 Gymnase Coque, Lussemburgo Durata: 1h:03 - Spettatori: 30  | Irlanda del Nord | 0 - 3 | Islanda          | 8-25, 13-25, 6-25          |
| 26 giugno 2016 Gymnase Coque, Lussemburgo Durata: 1h:50 - Spettatori: 150 | Scozia           | 3 - 1 | Lussemburgo      | 25-23, 16-25, 25-23, 25-20 |

##### Classifica
| Pos | Squadra          | Pt | G | V | P | SV | SP | Ratio | PF  | PS  | Ratio |
| --- | ---------------- | -- | - | - | - | -- | -- | ----- | --- | --- | ----- |
| 1   | Islanda          | 9  | 3 | 3 | 0 | 9  | 1  | 9.000 | 246 | 157 | 1.566 |
| 2   | Scozia           | 6  | 3 | 2 | 1 | 6  | 4  | 1.500 | 218 | 194 | 1.123 |
| 3   | Lussemburgo      | 3  | 3 | 1 | 2 | 5  | 6  | 0.833 | 244 | 223 | 1.094 |
| 4   | Irlanda del Nord | 0  | 3 | 0 | 3 | 0  | 9  | 0.000 | 91  | 225 | 0.404 |

### Seconda fase
| Girone A | Girone B   | Girone C   | Girone D             | Girone E    |
| -------- | ---------- | ---------- | -------------------- | ----------- |
| Austria  | Cipro      | Bulgaria   | Belgio               | Azerbaigian |
| Croazia  | Islanda    | Kosovo     | Bielorussia          | Danimarca   |
| Georgia  | Polonia    | Montenegro | Bosnia ed Erzegovina | Israele     |
| Grecia   | Rep. Ceca  | Romania    | Italia               | Norvegia    |
| Russia   | Serbia     | Svizzera   | Lettonia             | Paesi Bassi |
| Ungheria | Slovacchia | Turchia    | Spagna               | Ucraina     |

| Girone F   |
| ---------- |
| Estonia    |
| Finlandia  |
| Francia    |
| Germania   |
| Portogallo |
| Slovenia   |

#### Girone A

##### Risultati
| 31 maggio 2017 Dvorana Gradski Vrt, Osijek Durata: 1h:08 - Spettatori: 70  | Russia   | 3 - 0 | Austria  | 25-14, 25-13, 25-15               |
| 31 maggio 2017 Dvorana Gradski Vrt, Osijek Durata: 2h:06 - Spettatori: 200 | Grecia   | 3 - 2 | Ungheria | 25-18, 20-25, 20-25, 25-21, 15-13 |
| 31 maggio 2017 Dvorana Gradski Vrt, Osijek Durata: 1h:15 - Spettatori: 600 | Georgia  | 0 - 3 | Croazia  | 26-28, 11-25, 18-25               |
| 1º giugno 2017 Dvorana Gradski Vrt, Osijek Durata: 2h:12 - Spettatori: 30  | Austria  | 3 - 2 | Ungheria | 27-29, 25-22, 25-18, 11-25, 15-12 |
| 1º giugno 2017 Dvorana Gradski Vrt, Osijek Durata: 0h:59 - Spettatori: 100 | Russia   | 3 - 0 | Georgia  | 25-8, 25-9, 25-13                 |
| 1º giugno 2017 Dvorana Gradski Vrt, Osijek Durata: 1h:22 - Spettatori: 700 | Croazia  | 0 - 3 | Grecia   | 21-25, 23-25, 18-25               |
| 2 giugno 2017 Dvorana Gradski Vrt, Osijek Durata: 1h:04 - Spettatori: 30   | Georgia  | 0 - 3 | Austria  | 14-25, 16-25, 14-25               |
| 2 giugno 2017 Dvorana Gradski Vrt, Osijek Durata: 1h:34 - Spettatori: 100  | Grecia   | 1 - 3 | Russia   | 10-25, 26-24, 16-25, 23-25        |
| 2 giugno 2017 Dvorana Gradski Vrt, Osijek Durata: 2h:13 - Spettatori: 600  | Ungheria | 3 - 2 | Croazia  | 19-25, 30-32, 25-15, 25-21, 25-11 |
| 3 giugno 2017 Dvorana Gradski Vrt, Osijek Durata: 0h:59 - Spettatori: 50   | Georgia  | 0 - 3 | Grecia   | 13-25, 13-25, 14-25               |
| 3 giugno 2017 Dvorana Gradski Vrt, Osijek Durata: 1h:08 - Spettatori: 150  | Russia   | 3 - 0 | Ungheria | 25-11, 25-21, 25-7                |
| 3 giugno 2017 Dvorana Gradski Vrt, Osijek Durata: 1h:51 - Spettatori: 400  | Austria  | 1 - 3 | Croazia  | 25-23, 24-26, 20-25, 16-25        |
| 4 giugno 2017 Dvorana Gradski Vrt, Osijek Durata: 1h:05 - Spettatori: 35   | Ungheria | 3 - 0 | Georgia  | 25-12, 25-8, 25-21                |
| 4 giugno 2017 Dvorana Gradski Vrt, Osijek Durata: 1h:48 - Spettatori: 100  | Grecia   | 3 - 1 | Austria  | 20-25, 25-19, 25-22, 25-23        |
| 4 giugno 2017 Dvorana Gradski Vrt, Osijek Durata: 1h:41 - Spettatori: 800  | Croazia  | 1 - 3 | Russia   | 22-25, 21-25, 25-20, 15-25        |

##### Classifica
| Pos | Squadra  | Pt | G | V | P | SV | SP | Ratio | PF  | PS  | Ratio |
| --- | -------- | -- | - | - | - | -- | -- | ----- | --- | --- | ----- |
| 1   | Russia   | 15 | 5 | 5 | 0 | 15 | 2  | 7.500 | 419 | 266 | 1.575 |
| 2   | Grecia   | 11 | 5 | 4 | 1 | 13 | 6  | 2.166 | 425 | 392 | 1.084 |
| 3   | Ungheria | 7  | 5 | 2 | 3 | 10 | 11 | 0.909 | 436 | 428 | 1.018 |
| 4   | Croazia  | 7  | 5 | 2 | 3 | 9  | 10 | 0.900 | 426 | 424 | 1.004 |
| 5   | Austria  | 5  | 5 | 2 | 3 | 8  | 11 | 0.727 | 394 | 419 | 0.940 |
| 6   | Georgia  | 0  | 5 | 0 | 5 | 0  | 15 | 0.000 | 207 | 378 | 0.547 |

#### Girone B

##### Risultati
| 23 maggio 2017 Hala Torwar, Varsavia Durata: 1h:43 - Spettatori: 50    | Slovacchia | 1 - 3 | Rep. Ceca  | 25-18, 15-25, 17-25, 16-25       |
| 23 maggio 2017 Hala Torwar, Varsavia Durata: 1h:01 - Spettatori: 190   | Serbia     | 3 - 0 | Islanda    | 25-13, 25-15, 25-9               |
| 23 maggio 2017 Hala Torwar, Varsavia Durata: 1h:10 - Spettatori: 500   | Cipro      | 0 - 3 | Polonia    | 14-25, 17-25, 15-25              |
| 24 maggio 2017 Hala Torwar, Varsavia Durata: 1h:20 - Spettatori: 100   | Rep. Ceca  | 0 - 3 | Serbia     | 19-25, 18-25, 24-26              |
| 24 maggio 2017 Hala Torwar, Varsavia Durata: 1h:06 - Spettatori: 110   | Cipro      | 0 - 3 | Slovacchia | 15-25, 13-25, 10-25              |
| 24 maggio 2017 Hala Torwar, Varsavia Durata: 1h:08 - Spettatori: 600   | Polonia    | 3 - 0 | Islanda    | 25-16, 25-5, 25-18               |
| 25 maggio 2017 Hala Torwar, Varsavia Durata: 0h:58 - Spettatori: 50    | Serbia     | 3 - 0 | Cipro      | 25-10, 25-12, 25-15              |
| 25 maggio 2017 Hala Torwar, Varsavia Durata: 0h:57 - Spettatori: 130   | Islanda    | 0 - 3 | Rep. Ceca  | 6-25, 7-25, 13-25                |
| 25 maggio 2017 Hala Torwar, Varsavia Durata: 1h:44 - Spettatori: 790   | Slovacchia | 1 - 3 | Polonia    | 19-25, 15-25, 28-26, 19-25       |
| 27 maggio 2017 Hala Torwar, Varsavia Durata: 1h:21 - Spettatori: 110   | Cipro      | 3 - 0 | Islanda    | 25-20, 26-24, 25-21              |
| 27 maggio 2017 Hala Torwar, Varsavia Durata: 1h:03 - Spettatori: 223   | Slovacchia | 0 - 3 | Serbia     | 8-25, 14-25, 18-25               |
| 27 maggio 2017 Hala Torwar, Varsavia Durata: 2h:11 - Spettatori: 1 200 | Polonia    | 2 - 3 | Rep. Ceca  | 35-33, 14-25, 25-14, 22-25, 9-15 |
| 28 maggio 2017 Hala Torwar, Varsavia Durata: 1h:06 - Spettatori: 90    | Islanda    | 0 - 3 | Slovacchia | 11-25, 21-25, 11-25              |
| 28 maggio 2017 Hala Torwar, Varsavia Durata: 1h:05 - Spettatori: 265   | Rep. Ceca  | 3 - 0 | Cipro      | 25-18, 25-14, 25-15              |
| 28 maggio 2017 Hala Torwar, Varsavia Durata: 1h:06 - Spettatori: 1 326 | Serbia     | 3 - 0 | Polonia    | 25-15, 25-16, 25-15              |

##### Classifica
| Pos | Squadra    | Pt | G | V | P | SV | SP | Ratio | PF  | PS  | Ratio |
| --- | ---------- | -- | - | - | - | -- | -- | ----- | --- | --- | ----- |
| 1   | Serbia     | 15 | 5 | 5 | 0 | 15 | 0  | MAX   | 376 | 221 | 1.701 |
| 2   | Rep. Ceca  | 11 | 5 | 4 | 1 | 12 | 6  | 2.000 | 416 | 327 | 1.272 |
| 3   | Polonia    | 10 | 5 | 3 | 2 | 11 | 7  | 1.571 | 402 | 353 | 1.138 |
| 4   | Slovacchia | 6  | 5 | 2 | 3 | 8  | 9  | 0.888 | 344 | 350 | 0.982 |
| 5   | Cipro      | 3  | 5 | 1 | 4 | 3  | 12 | 0.250 | 244 | 365 | 0.668 |
| 6   | Islanda    | 0  | 5 | 0 | 5 | 0  | 15 | 0.000 | 210 | 376 | 0.558 |

#### Girone C

##### Risultati
| 31 maggio 2017 Hristo Botev Hall, Sofia Durata: 0h:59 - Spettatori: 50   | Turchia    | 3 - 0 | Kosovo     | 25-5, 25-13, 25-10                |
| 31 maggio 2017 Hristo Botev Hall, Sofia Durata: 0h:59 - Spettatori: 150  | Bulgaria   | 3 - 0 | Svizzera   | 25-8, 25-9, 25-20                 |
| 31 maggio 2017 Hristo Botev Hall, Sofia Durata: 1h:19 - Spettatori: 50   | Romania    | 3 - 0 | Montenegro | 25-23, 25-15, 25-16               |
| 1º giugno 2017 Hristo Botev Hall, Sofia Durata: 1h:03 - Spettatori: 50   | Svizzera   | 0 - 3 | Turchia    | 16-25, 11-25, 17-25               |
| 1º giugno 2017 Hristo Botev Hall, Sofia Durata: 0h:59 - Spettatori: 50   | Montenegro | 3 - 0 | Kosovo     | 25-20, 25-7, 25-5                 |
| 1º giugno 2017 Hristo Botev Hall, Sofia Durata: 1h:17 - Spettatori: 300  | Romania    | 0 - 3 | Bulgaria   | 23-25, 15-25, 21-25               |
| 2 giugno 2017 Hristo Botev Hall, Sofia Durata: 0h:55 - Spettatori: 50    | Kosovo     | 0 - 3 | Svizzera   | 11-25, 8-25, 15-25                |
| 2 giugno 2017 Hristo Botev Hall, Sofia Durata: 1h:07 - Spettatori: 300   | Bulgaria   | 3 - 0 | Montenegro | 25-15, 25-12, 25-13               |
| 2 giugno 2017 Hristo Botev Hall, Sofia Durata: 1h:08 - Spettatori: 50    | Turchia    | 3 - 0 | Romania    | 25-14, 25-19, 25-18               |
| 3 giugno 2017 Hristo Botev Hall, Sofia Durata: 1h:12 - Spettatori: 50    | Montenegro | 0 - 3 | Svizzera   | 22-25, 16-25, 17-25               |
| 3 giugno 2017 Hristo Botev Hall, Sofia Durata: 2h:08 - Spettatori: 1 100 | Bulgaria   | 2 - 3 | Turchia    | 25-23, 23-25, 23-25, 25-13, 13-15 |
| 3 giugno 2017 Hristo Botev Hall, Sofia Durata: 0h:56 - Spettatori: 50    | Romania    | 3 - 0 | Kosovo     | 25-12, 25-12, 25-13               |
| 4 giugno 2017 Hristo Botev Hall, Sofia Durata: 1h:07 - Spettatori: 50    | Turchia    | 3 - 0 | Montenegro | 25-16, 25-13, 25-19               |
| 4 giugno 2017 Hristo Botev Hall, Sofia Durata: 1h:41 - Spettatori: 50    | Svizzera   | 1 - 3 | Romania    | 25-21, 19-25, 16-25, 21-25        |
| 4 giugno 2017 Hristo Botev Hall, Sofia Durata: 0h:59 - Spettatori: 150   | Kosovo     | 0 - 3 | Bulgaria   | 8-25, 13-25, 10-25                |

##### Classifica
| Pos | Squadra    | Pt | G | V | P | SV | SP | Ratio | PF  | PS  | Ratio |
| --- | ---------- | -- | - | - | - | -- | -- | ----- | --- | --- | ----- |
| 1   | Turchia    | 14 | 5 | 5 | 0 | 15 | 2  | 7.500 | 401 | 280 | 1.432 |
| 2   | Bulgaria   | 13 | 5 | 4 | 1 | 14 | 3  | 4.666 | 409 | 268 | 1.526 |
| 3   | Romania    | 9  | 5 | 3 | 2 | 9  | 7  | 1.285 | 356 | 322 | 1.105 |
| 4   | Svizzera   | 6  | 5 | 2 | 3 | 7  | 9  | 0.777 | 312 | 335 | 0.931 |
| 5   | Montenegro | 3  | 5 | 1 | 4 | 3  | 12 | 0.250 | 272 | 332 | 0.819 |
| 6   | Kosovo     | 0  | 5 | 0 | 5 | 0  | 15 | 0.000 | 162 | 375 | 0.432 |

#### Girone D

##### Risultati
| 31 maggio 2017 Sportcampus Lange Munte, Courtrai Durata: 1h:17 - Spettatori: 200   | Spagna               | 0 - 3 | Bielorussia          | 14-25, 20-25, 13-25               |
| 31 maggio 2017 Sportcampus Lange Munte, Courtrai Durata: 1h:09 - Spettatori: 1 130 | Belgio               | 3 - 0 | Lettonia             | 25-17, 25-13, 25-12               |
| 31 maggio 2017 Sportcampus Lange Munte, Courtrai Durata: 1h:03 - Spettatori: 210   | Bosnia ed Erzegovina | 0 - 3 | Italia               | 12-25, 12-25, 13-25               |
| 1º giugno 2017 Sportcampus Lange Munte, Courtrai Durata: 1h:21 - Spettatori: 430   | Spagna               | 0 - 3 | Belgio               | 21-25, 18-25, 14-25               |
| 1º giugno 2017 Sportcampus Lange Munte, Courtrai Durata: 1h:21 - Spettatori: 220   | Bielorussia          | 0 - 3 | Italia               | 12-25, 24-26, 22-25               |
| 1º giugno 2017 Sportcampus Lange Munte, Courtrai Durata: 1h:46 - Spettatori: 50    | Lettonia             | 1 - 3 | Bosnia ed Erzegovina | 11-25, 21-25, 27-25, 12-25        |
| 2 giugno 2017 Sportcampus Lange Munte, Courtrai Durata: 0h:59 - Spettatori: 70     | Italia               | 3 - 0 | Lettonia             | 25-12, 25-9, 25-16                |
| 2 giugno 2017 Sportcampus Lange Munte, Courtrai Durata: 1h:55 - Spettatori: 1 030  | Belgio               | 3 - 1 | Bielorussia          | 25-23, 23-25, 25-17, 25-17        |
| 2 giugno 2017 Sportcampus Lange Munte, Courtrai Durata: 2h:17 - Spettatori: 60     | Bosnia ed Erzegovina | 2 - 3 | Spagna               | 25-22, 20-25, 25-20, 23-25, 10-15 |
| 3 giugno 2017 Sportcampus Lange Munte, Courtrai Durata: 1h:18 - Spettatori: 95     | Bielorussia          | 3 - 0 | Lettonia             | 25-19, 25-20, 25-16               |
| 3 giugno 2017 Sportcampus Lange Munte, Courtrai Durata: 1h:09 - Spettatori: 225    | Spagna               | 0 - 3 | Italia               | 17-25, 18-25, 15-25               |
| 3 giugno 2017 Sportcampus Lange Munte, Courtrai Durata: 1h:27 - Spettatori: 1 378  | Belgio               | 3 - 0 | Bosnia ed Erzegovina | 25-19, 30-28, 25-16               |
| 4 giugno 2017 Sportcampus Lange Munte, Courtrai Durata: 1h:06 - Spettatori: 150    | Lettonia             | 0 - 3 | Spagna               | 8-25, 16-25, 19-25                |
| 4 giugno 2017 Sportcampus Lange Munte, Courtrai Durata: 2h:19 - Spettatori: 1 900  | Bosnia ed Erzegovina | 2 - 3 | Bielorussia          | 17-25, 25-27, 25-18, 27-25, 7-15  |
| 4 giugno 2017 Sportcampus Lange Munte, Courtrai Durata: 1h:27 - Spettatori: 2 580  | Italia               | 3 - 0 | Belgio               | 25-18, 25-22, 25-23               |

##### Classifica
| Pos | Squadra              | Pt | G | V | P | SV | SP | Ratio | PF  | PS  | Ratio |
| --- | -------------------- | -- | - | - | - | -- | -- | ----- | --- | --- | ----- |
| 1   | Italia               | 15 | 5 | 5 | 0 | 15 | 0  | MAX   | 376 | 245 | 1.534 |
| 2   | Belgio               | 12 | 5 | 4 | 1 | 12 | 4  | 3.000 | 391 | 315 | 1.241 |
| 3   | Bielorussia          | 8  | 5 | 3 | 2 | 10 | 8  | 1.250 | 400 | 377 | 1.061 |
| 4   | Spagna               | 5  | 5 | 2 | 3 | 6  | 11 | 0.545 | 332 | 371 | 0.894 |
| 5   | Bosnia ed Erzegovina | 5  | 5 | 1 | 4 | 7  | 13 | 0.538 | 404 | 443 | 0.912 |
| 6   | Lettonia             | 0  | 5 | 0 | 5 | 1  | 15 | 0.066 | 248 | 400 | 0.620 |

#### Girone E

##### Risultati
| 30 maggio 2017 Sports Games Palace, Baku Durata: 1h:04 - Spettatori: 153   | Danimarca   | 0 - 3 | Paesi Bassi | 12-25, 13-25, 9-25         |
| 30 maggio 2017 Sports Games Palace, Baku Durata: 1h:00 - Spettatori: 2 815 | Azerbaigian | 3 - 0 | Norvegia    | 25-15, 25-10, 25-6         |
| 30 maggio 2017 Sports Games Palace, Baku Durata: 1h:12 - Spettatori: 156   | Israele     | 0 - 3 | Ucraina     | 22-25, 20-25, 11-25        |
| 31 maggio 2017 Sports Games Palace, Baku Durata: 1h:03 - Spettatori: 110   | Paesi Bassi | 3 - 0 | Norvegia    | 25-11, 25-14, 25-13        |
| 31 maggio 2017 Sports Games Palace, Baku Durata: 1h:14 - Spettatori: 2 910 | Ucraina     | 0 - 3 | Azerbaigian | 17-25, 17-25, 21-25        |
| 31 maggio 2017 Sports Games Palace, Baku Durata: 1h:22 - Spettatori: 85    | Danimarca   | 0 - 3 | Israele     | 22-25, 19-25, 18-25        |
| 1º giugno 2017 Sports Games Palace, Baku Durata: 1h:36 - Spettatori: 135   | Norvegia    | 1 - 3 | Ucraina     | 21-25, 25-22, 14-25, 17-25 |
| 1º giugno 2017 Sports Games Palace, Baku Durata: 1h:05 - Spettatori: 2 860 | Azerbaigian | 3 - 0 | Danimarca   | 25-12, 25-14, 25-14        |
| 1º giugno 2017 Sports Games Palace, Baku Durata: 1h:37 - Spettatori: 110   | Israele     | 1 - 3 | Paesi Bassi | 19-25, 11-25, 25-22, 15-25 |
| 2 giugno 2017 Sports Games Palace, Baku Durata: 1h:47 - Spettatori: 156    | Danimarca   | 1 - 3 | Norvegia    | 25-21, 15-25, 23-25, 15-25 |
| 2 giugno 2017 Sports Games Palace, Baku Durata: 1h:07 - Spettatori: ?      | Israele     | 0 - 3 | Azerbaigian | 9-25, 14-25, 18-25         |
| 2 giugno 2017 Sports Games Palace, Baku Durata: 1h:49 - Spettatori: 250    | Paesi Bassi | 3 - 1 | Ucraina     | 30-28, 18-25, 25-13, 27-25 |
| 3 giugno 2017 Sports Games Palace, Baku Durata: 1h:39 - Spettatori: 655    | Norvegia    | 1 - 3 | Israele     | 19-25, 25-15, 17-25, 15-25 |
| 3 giugno 2017 Sports Games Palace, Baku Durata: 1h:24 - Spettatori: 3 000  | Azerbaigian | 3 - 0 | Paesi Bassi | 30-28, 25-22, 25-13        |
| 3 giugno 2017 Sports Games Palace, Baku Durata: 1h:07 - Spettatori: 110    | Ucraina     | 3 - 0 | Danimarca   | 25-14, 25-18, 25-16        |

##### Classifica
| Pos | Squadra     | Pt | G | V | P | SV | SP | Ratio | PF  | PS  | Ratio |
| --- | ----------- | -- | - | - | - | -- | -- | ----- | --- | --- | ----- |
| 1   | Azerbaigian | 15 | 5 | 5 | 0 | 15 | 0  | MAX   | 380 | 230 | 1.652 |
| 2   | Paesi Bassi | 12 | 5 | 4 | 1 | 12 | 5  | 2.400 | 410 | 313 | 1.309 |
| 3   | Ucraina     | 9  | 5 | 3 | 2 | 10 | 7  | 1.428 | 393 | 353 | 1.113 |
| 4   | Israele     | 6  | 5 | 2 | 3 | 7  | 10 | 0.700 | 329 | 382 | 0.861 |
| 5   | Norvegia    | 3  | 5 | 1 | 4 | 5  | 13 | 0.384 | 318 | 415 | 0.766 |
| 6   | Danimarca   | 0  | 5 | 0 | 5 | 1  | 15 | 0.066 | 259 | 396 | 0.654 |

#### Girone F

##### Risultati
| 31 maggio 2017 Centro Cultural de Viana, Viana do Castelo Durata: 1h:27 - Spettatori: 150  | Germania   | 3 - 0 | Slovenia   | 25-18, 25-20, 25-22               |
| 31 maggio 2017 Centro Cultural de Viana, Viana do Castelo Durata: 2h:38 - Spettatori: 160  | Portogallo | 3 - 2 | Francia    | 25-21, 13-25, 23-25, 27-25, 15-13 |
| 31 maggio 2017 Centro Cultural de Viana, Viana do Castelo Durata: 1h:52 - Spettatori: 100  | Finlandia  | 1 - 3 | Estonia    | 17-25, 25-17, 23-25, 20-25        |
| 1º giugno 2017 Centro Cultural de Viana, Viana do Castelo Durata: 1h:08 - Spettatori: 110  | Francia    | 0 - 3 | Slovenia   | 17-25, 15-25, 16-25               |
| 1º giugno 2017 Centro Cultural de Viana, Viana do Castelo Durata: 2h:22 - Spettatori: 750  | Portogallo | 3 - 2 | Finlandia  | 25-23, 27-29, 17-25, 25-22, 15-12 |
| 1º giugno 2017 Centro Cultural de Viana, Viana do Castelo Durata: 1h:16 - Spettatori: 80   | Estonia    | 0 - 3 | Germania   | 18-25, 19-25, 20-25               |
| 2 giugno 2017 Centro Cultural de Viana, Viana do Castelo Durata: 1h:25 - Spettatori: 150   | Finlandia  | 3 - 0 | Francia    | 26-24, 25-18, 25-17               |
| 2 giugno 2017 Centro Cultural de Viana, Viana do Castelo Durata: 1h:39 - Spettatori: 800   | Germania   | 3 - 1 | Portogallo | 25-18, 25-15, 15-25, 25-11        |
| 2 giugno 2017 Centro Cultural de Viana, Viana do Castelo Durata: 1h:18 - Spettatori: 105   | Slovenia   | 3 - 0 | Estonia    | 25-19, 25-20, 25-12               |
| 3 giugno 2017 Centro Cultural de Viana, Viana do Castelo Durata: 1h:22 - Spettatori: 124   | Finlandia  | 0 - 3 | Germania   | 23-25, 23-25, 14-25               |
| 3 giugno 2017 Centro Cultural de Viana, Viana do Castelo Durata: 1h:17 - Spettatori: 1 000 | Portogallo | 0 - 3 | Slovenia   | 18-25, 19-25, 22-25               |
| 3 giugno 2017 Centro Cultural de Viana, Viana do Castelo Durata: 2h:01 - Spettatori: 100   | Francia    | 2 - 3 | Estonia    | 25-22, 20-25, 25-15, 17-25, 14-16 |
| 4 giugno 2017 Centro Cultural de Viana, Viana do Castelo Durata: 1h:23 - Spettatori: 112   | Slovenia   | 3 - 0 | Finlandia  | 25-16, 25-21, 26-24               |
| 4 giugno 2017 Centro Cultural de Viana, Viana do Castelo Durata: 1h:51 - Spettatori: 350   | Germania   | 3 - 1 | Francia    | 25-22, 25-21, 22-25, 25-17        |
| 4 giugno 2017 Centro Cultural de Viana, Viana do Castelo Durata: 1h:20 - Spettatori: 1 000 | Estonia    | 0 - 3 | Portogallo | 23-25, 20-25, 13-25               |

##### Classifica
| Pos | Squadra    | Pt | G | V | P | SV | SP | Ratio | PF  | PS  | Ratio |
| --- | ---------- | -- | - | - | - | -- | -- | ----- | --- | --- | ----- |
| 1   | Germania   | 15 | 5 | 5 | 0 | 15 | 2  | 7.500 | 412 | 331 | 1.244 |
| 2   | Slovenia   | 12 | 5 | 4 | 1 | 12 | 3  | 4.000 | 361 | 294 | 1.227 |
| 3   | Portogallo | 7  | 5 | 3 | 2 | 10 | 10 | 1.000 | 415 | 441 | 0.941 |
| 4   | Estonia    | 5  | 5 | 2 | 3 | 6  | 12 | 0.500 | 359 | 411 | 0.873 |
| 5   | Finlandia  | 4  | 5 | 1 | 4 | 6  | 12 | 0.500 | 393 | 411 | 0.956 |
| 6   | Francia    | 2  | 5 | 0 | 5 | 5  | 15 | 0.333 | 402 | 454 | 0.885 |

### Terza fase

#### Girone G

##### Risultati
| 22 agosto 2017 Topsport Centrum, Rotterdam Durata: 1h:40 - Spettatori: 200   | Slovenia    | 1 - 3 | Bulgaria    | 18-25, 19-25, 25-20, 22-25        |
| 22 agosto 2017 Topsport Centrum, Rotterdam Durata: 2h:19 - Spettatori: 700   | Belgio      | 3 - 2 | Rep. Ceca   | 25-22, 23-25, 25-20, 13-25, 15-11 |
| 22 agosto 2017 Topsport Centrum, Rotterdam Durata: 1h:14 - Spettatori: 1 650 | Paesi Bassi | 3 - 0 | Grecia      | 25-13, 25-13, 25-18               |
| 23 agosto 2017 Topsport Centrum, Rotterdam Durata: 1h:53 - Spettatori: 800   | Rep. Ceca   | 1 - 3 | Bulgaria    | 25-18, 24-26, 16-25, 21-25        |
| 23 agosto 2017 Topsport Centrum, Rotterdam Durata: 1h:19 - Spettatori: 1 000 | Grecia      | 0 - 3 | Slovenia    | 17-25, 22-25, 19-25               |
| 23 agosto 2017 Topsport Centrum, Rotterdam Durata: 1h:25 - Spettatori: 1 950 | Belgio      | 0 - 3 | Paesi Bassi | 18-25, 18-25, 22-25               |
| 24 agosto 2017 Topsport Centrum, Rotterdam Durata: 1h:44 - Spettatori: 400   | Bulgaria    | 3 - 1 | Grecia      | 26-24, 21-25, 25-21, 25-17        |
| 24 agosto 2017 Topsport Centrum, Rotterdam Durata: 1h:53 - Spettatori: 800   | Slovenia    | 1 - 3 | Belgio      | 24-26, 13-25, 25-23, 23-25        |
| 24 agosto 2017 Topsport Centrum, Rotterdam Durata: 1h:30 - Spettatori: 1 900 | Paesi Bassi | 3 - 0 | Rep. Ceca   | 25-18, 25-22, 25-18               |
| 26 agosto 2017 Topsport Centrum, Rotterdam Durata: 1h:09 - Spettatori: 1 900 | Paesi Bassi | 3 - 0 | Slovenia    | 25-16, 25-11, 25-16               |
| 26 agosto 2017 Topsport Centrum, Rotterdam Durata: 1h:25 - Spettatori: 1 100 | Belgio      | 0 - 3 | Bulgaria    | 17-25, 22-25, 19-25               |
| 26 agosto 2017 Topsport Centrum, Rotterdam Durata: 2h:16 - Spettatori: 120   | Rep. Ceca   | 3 - 2 | Grecia      | 25-23, 22-25, 26-24, 16-25, 15-11 |
| 27 agosto 2017 Topsport Centrum, Rotterdam Durata: 1h:20 - Spettatori: 1850  | Bulgaria    | 0 - 3 | Paesi Bassi | 21-25, 17-25, 23-25               |
| 27 agosto 2017 Topsport Centrum, Rotterdam Durata: 1h:12 - Spettatori: 800   | Grecia      | 0 - 3 | Belgio      | 14-25, 17-25, 12-25               |
| 27 agosto 2017 Topsport Centrum, Rotterdam Durata: 1h:10 - Spettatori: 90    | Slovenia    | 0 - 3 | Rep. Ceca   | 17-25, 15-25, 20-25               |

##### Classifica
| Pos | Squadra     | Pt | G | V | P | SV | SP | Ratio | PF  | PS  | Ratio |
| --- | ----------- | -- | - | - | - | -- | -- | ----- | --- | --- | ----- |
| 1   | Paesi Bassi | 15 | 5 | 5 | 0 | 15 | 0  | MAX   | 375 | 264 | 1.420 |
| 2   | Bulgaria    | 12 | 5 | 4 | 1 | 12 | 6  | 2.000 | 422 | 390 | 1.082 |
| 3   | Belgio      | 8  | 5 | 3 | 2 | 9  | 9  | 1.000 | 391 | 381 | 1.026 |
| 4   | Rep. Ceca   | 6  | 5 | 2 | 3 | 9  | 11 | 0.818 | 426 | 430 | 0.990 |
| 5   | Slovenia    | 3  | 5 | 1 | 4 | 5  | 12 | 0.416 | 339 | 402 | 0.843 |
| 6   | Grecia      | 1  | 5 | 0 | 5 | 3  | 15 | 0.200 | 340 | 426 | 0.798 |

## Squadre qualificate
| Squadra     | Qualificazione  |
| ----------- | --------------- |
| Azerbaigian | 1ª nel girone E |
| Bulgaria    | 2ª nel girone G |
| Germania    | 1ª nel girone F |
| Italia      | 1ª nel girone D |
| Paesi Bassi | 1ª nel girone G |
| Russia      | 1ª nel girone A |
| Serbia      | 1ª nel girone B |
| Turchia     | 1ª nel girone C |